# Ехидо Нативос дел Ваље де Мексикали (Енсенада)
Ехидо Нативос дел Ваље де Мексикали (шп. Ejido Nativos del Valle de Mexicali) насеље је у Мексику у савезној држави Доња Калифорнија у општини Енсенада. Насеље се налази на надморској висини од 336 м.

## Становништво
Према подацима из 2010. године у насељу је живело 7 становника.

### Хронологија
| Година       | 2000         | 2010 |
| ------------ | ------------ | ---- |
| Становништво | 28 (16 / 12) | 7    |

### Попис
| # | Индикатор                     | Вредност |
| - | ----------------------------- | -------- |
| 1 | Укупно домаћинстава           | 23       |
| 2 | Укупно насељених домаћинстава | 2        |
| 3 | Величина локације             | 1        |